# Almirante Latorre (1913)
Almirante Latorre byla bitevní loď třídy Almirante Latorre z období první světové války. Její stavbu si ve Velké Británii objednalo Chilské námořnictvo, po vypuknutí války však loď koupilo britské královské námořnictvo a bojově ji nasadilo jako HMS Canada. Po válce byla vrácena Chile. Roku 1959 byla prodána k sešrotování.

## Stavba

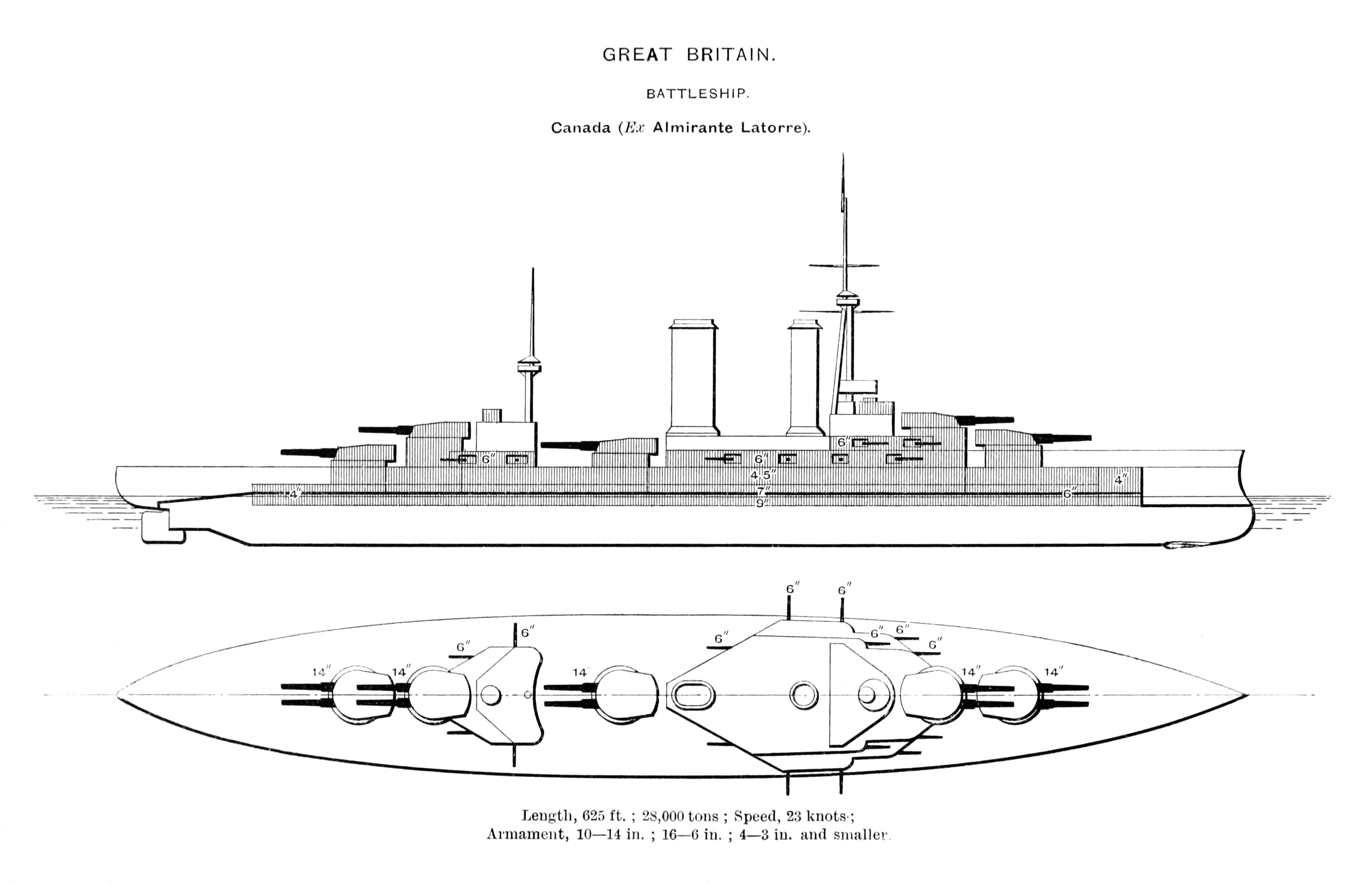
HMS Canada

Stavbu bitevní lodě Almirante Latorre si u britské loděnice Armstrong v Elswicku objednalo chilské námořnictvo, které se tím zapojilo do jihoamerických závodů ve zbrojení. Kýl lodě byl založen v prosinci 1911 a na vodu byl trup spuštěn v roce 1913. Po vypuknutí první světové války loď od Chile odkoupilo britské námořnictvo a roku 1915 ji zařadilo do operační služby jako Canada.

## Konstrukce

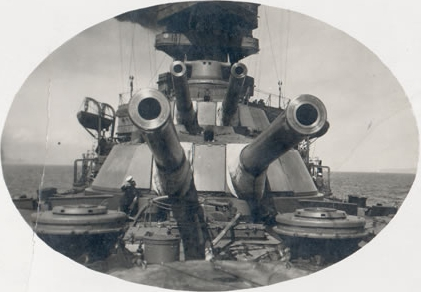
Dělové věže

Výzbroj tvořilo deset 356mm kanónů umístěných ve dvoudělových věžích v ose lodě. Sekundární výzbroj představovalo šestnáct 152mm kanónů. Lehkou výzbroj tvořily dva 76mm kanóny. Loď rovněž nesla čtyři 533mm torpédomety. Pohonný systém tvořily čtyři turbíny Parsons/Brown Curtis. Lodní šrouby byly čtyři. Nejvyšší rychlost dosahovala 22 uzlů.

## Operační služba

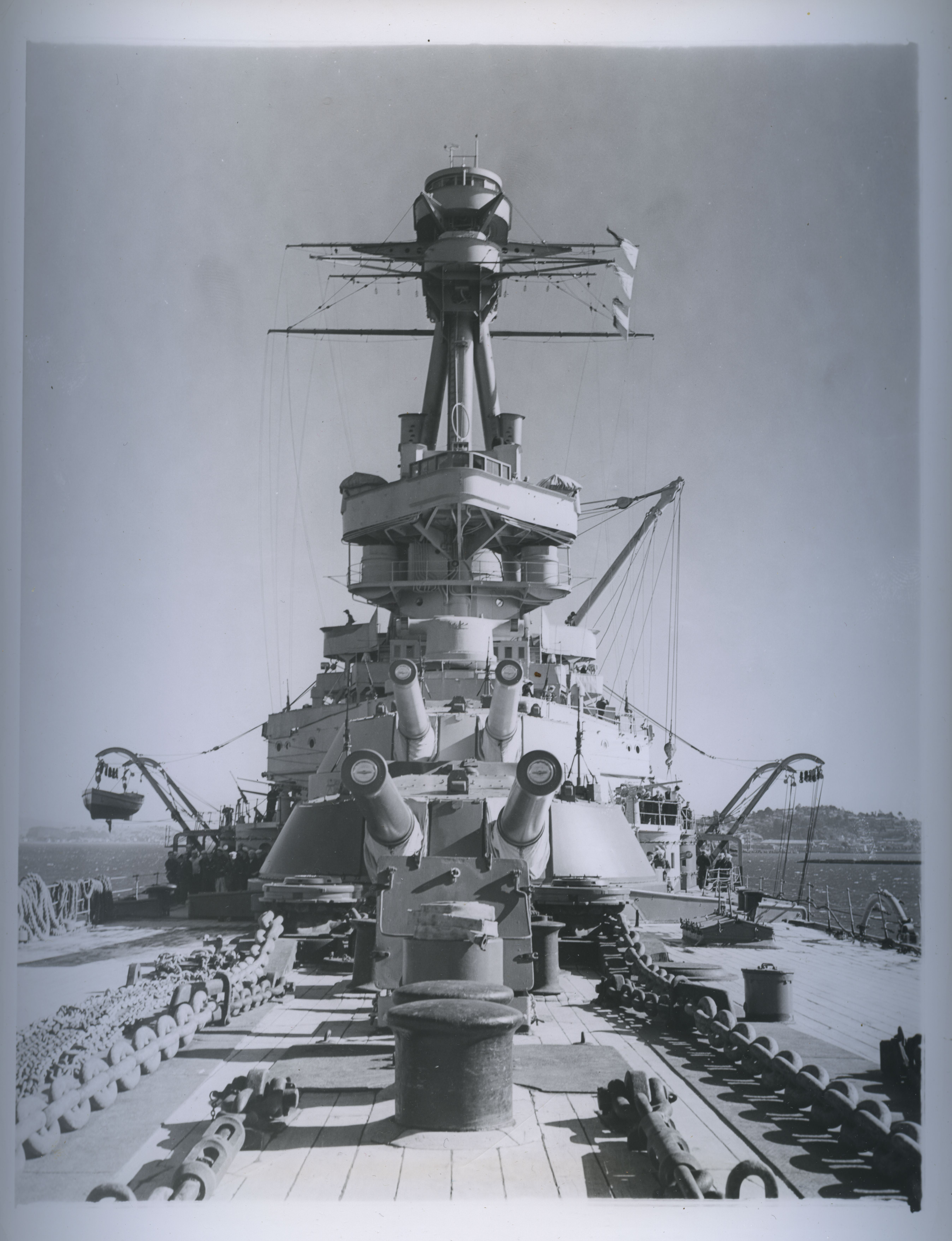
Pohled na palubu

Canada byla po dokončení zařazena do stavu 4. eskadry bitevních lodí, operující v rámci Velkého loďstva. V roce 1916 loď bojovala v bitvě u Jutska. V bitvě neutrpěla žádné poškození či ztráty na životech.
Roku 1919 loď britské námořnictvo vyřadilo a v roce následujícím byla prodána zpět Chile. To za ni zaplatilo jeden milion liber, méně než polovinu původní ceny. V letech 1929–1931 byla Almirante Latorre modernizována ve Velké Británii. Dostala nový systém řízení palby, nové kotle, protitorpédovou obšívku a byla zvýšena elevace jejích děl. Počátkem 50. let loď utrpěla havárii pohonného systému a několik posledních let služby nebyla schopná plavby. Roku 1959 byla vyřazena a prodána k sešrotování.